# Ковбаско Василь Васильович
Ковбаско Василь Васильович (нар. 25 вересня 1957 року в с. Ільниця Іршавського району Закарпатської області) — директор державного професійно-технічного навчального закладу «Мукачівський професійний аграрний ліцей імені Михайла Данканича», голова Воловецької (1999—2000) та Свалявської (2000—2001) райдержадміністрацій, начальник державної судової адміністрації Закарпатської області (2004—2005), викладач-методист, Відмінник освіти України, заслужений працівник освіти України (1998), доктор права (2005), дійсний член-кореспондент Національної транспортної академії.

## Життєпис
Ковбаско Василь Васильович народився 25 вересня 1957 року в с. Ільниця Іршавського району в шахтарській родині. У 1977 році здобув середню спеціальну освіту в Мукачівському педагогічному училищі. Відслужив строкову військову службу. З 1982—1989 рік навчався на філологічному факультеті Ужгородського державного університету. У 1988 році закінчив юридичний факультет цього ж університету.

## Професійна діяльність
- 1977 — вихователь СПТУ № 31 в м. Мукачево
- 1979-1980 — майстр виробничого навчання ПТУ № 1
- 1981-1987 — секретар комсомольської організації ПТУ № 1
- 1987-1991 — заступник директора СПТУ № 1
- 1991-1992 — завідувач Мукачівського районного відділу освіти
- 1992 — делегат I Всеукраїнського з'їзду вчителів
- 1992-1999, 2001—2004 — директор СПТУ № 1
- 1994-1998 — депутат Закарпатської обласної ради. Неодноразово обирався депутатом Мукачівської та Іршавської районних рад. *1999 — начальник управління юстиції в м. Мукачево
- 1999-2000 — голова Воловецької районної державної адміністрації
- 2001 — голова Свалявської районної державної адміністрації
- 2004-2005 — начальник державної судової адміністрації Закарпатської області
- 2005-2006 — працював завідувачем адміністративно-господарського управлінням МАУП
- 2006 — директор ДПТНЗ «Мукачівський професійний аграрний ліцей ім. М. Данканича»
- 2010 — голова Воловецької РДА, директором ПТУ № 31 в м. Мукачево.

## Нагороди
Козацькі нагороди: кавалер ордена «Козацька слава» ІІ, ІІІ ступенів, кавалер ордена «Покрова ІІІ ступеня», кавалер ордена «Гетьман Байда-Вишневецький» ІІ, ІІІ ступенів, Золота медаль «Козацька Слава», медаль «Гетьман Конашевич-Сагайдачний», Золота Зірка Герой Козацтва України who-is-who [Архівовано 28 Червня 2020 у Wayback Machine.];
Вищі церковні нагороди: кавалер орденів святого рівноапостольного князя Володимира, преподобного Нестора Літописця, преподобного Агапіта Печерського, «Різдво Христове-2000» who-is-who [Архівовано 28 Червня 2020 у Wayback Machine.];
Державні нагороди: відмінник освіти УРСР (1980), Відмінник освіти України, Заслужений працівник освіти України (1998), орден «За заслуги» III ступеня (2004), Почесна грамота Міністерства освіти і науки України, Почесна грамота Закарпатської обласної ради та адміністрації, нагрудний знак «А. С. Макаренко» (2007), медаль «За вагомий внесок в розвиток освіти і науки» (2015);
Інші нагороди: Почесна грамота Президента МОК Хуана Антоніо Самаранча (1995), нагрудний знак «За розвиток регіону» (2004), медаль Жукова, ювілейна медаль «50-річчя Перемоги у Великій Вітчизняній війні».